# Никитенко, Василий Лаврентьевич
Василий Лаврентьевич Никитенко (1919 — 13 ноября 1974) — помощник командира стрелкового взвода 1-го стрелкового батальона 93-го Краснознамённого стрелкового полка (76-я Ельнинско-Варшавская Краснознамённая ордена Суворова стрелковая дивизия, 125-й стрелковый корпус, 47-я армия, 1-й Белорусский фронт), старший сержант.

## Биография
Родился в 1919 году в селе Николаевка ныне Лозовского района Харьковской области Украины.
В Красную Армию призван в 1939 году. Участвовал в освободительном походе в Западную Украину в 1939 году и советско-финской войне.
В Великую Отечественную войну воевал на Южном фронте, Воронежском фронте, 1-м Белорусском фронте. Отличился в Берлинской наступательной операции. Был командиром взвода, который уничтожил до 50 солдат, взял в плен более 150 солдат и офицеров, освободил лагерь военнопленных. 31 мая 1945 года за образцовое выполнение боевых заданий присвоено звание Героя Советского Союза с вручением ордена Ленина и медали «Золотая Звезда».
После войны демобилизован. Жил и работал в родном селе. Умер 13 ноября 1974 года.